# Ryan Clark
Ryan Clark (* 22. September 1992) ist ein englischer Snookerspieler aus Hartlepool. Von 2013 bis 2015 spielte er zwei Jahre als Profi auf der Snooker Main Tour.

## Karriere
Ryan Clark gehörte in der Jugend zu den besten englischen Spielern. Seinen größten Erfolg hatte er 2008, als er die U-17-Europameisterschaft gewann. Im Finale besiegte er den Titelverteidiger Luca Brecel mit 5:4. Mit 15 Jahren zeigte er erste Bestrebungen, Snookerprofi zu werden, und nahm an der PIOS-Qualifikationstour teil. In den 8 Turnieren gelang ihm aber nur ein einziger Sieg. Mit der Einführung der Players Tour Championship (PTC) zur Saison 2010/11, einer für Amateure offenen Profiserie, schrieb er sich auch beim allerersten Turnier in Sheffield ein, scheiterte aber an Routinier Hugh Abernethy.
Einen zweiten, ernsthaften Versuch auf die Profitour zu kommen unternahm er 2013 über die Q School. Schon im zweiten Turnier war er erfolgreich. Er erreichte sein Gruppenfinale und qualifizierte sich mit einem 4:1-Sieg über Zak Surety für zwei Jahre als Snookerprofi. In seine Debütsaison Saison 2013/14 startete er mit zwei Auftaktniederlagen, bevor ihm bei den Australian Open gegen Vinnie Calabrese sein erster Profisieg gelang. Danach folgte während der gesamten Spielzeit aber nur noch ein Sieg bei einem PTC-Turnier gegen Daniel Wells. Der Waliser war auch sein Auftaktgegner bei der Weltmeisterschaft. Ihm gelang die Revanche und Clark verlor ganz knapp mit 9:10.
Als Clark dann 2014 seinen Sponsor verlor, hatte er mit der Finanzierung der Reisen und Antrittsgelder zu kämpfen und suchte erfolglos nach einem neuen Sponsor. Nur knapp 700 £ hatte er bis dahin durch seine beiden Siege gewonnen. In der zweiten Saison verlor er die Auftaktmatches der ersten drei großen Turniere. Er trat auch bei den ersten drei Turnieren der Players Tour auf dem europäischen Kontinent an. Aber nachdem er dort alle Matches verloren hatte, ohne einen einzigen Frame zu gewinnen, trat er bei keinem weiteren Turnier mehr an und beendete seine Profikarriere.